# Martin Seel

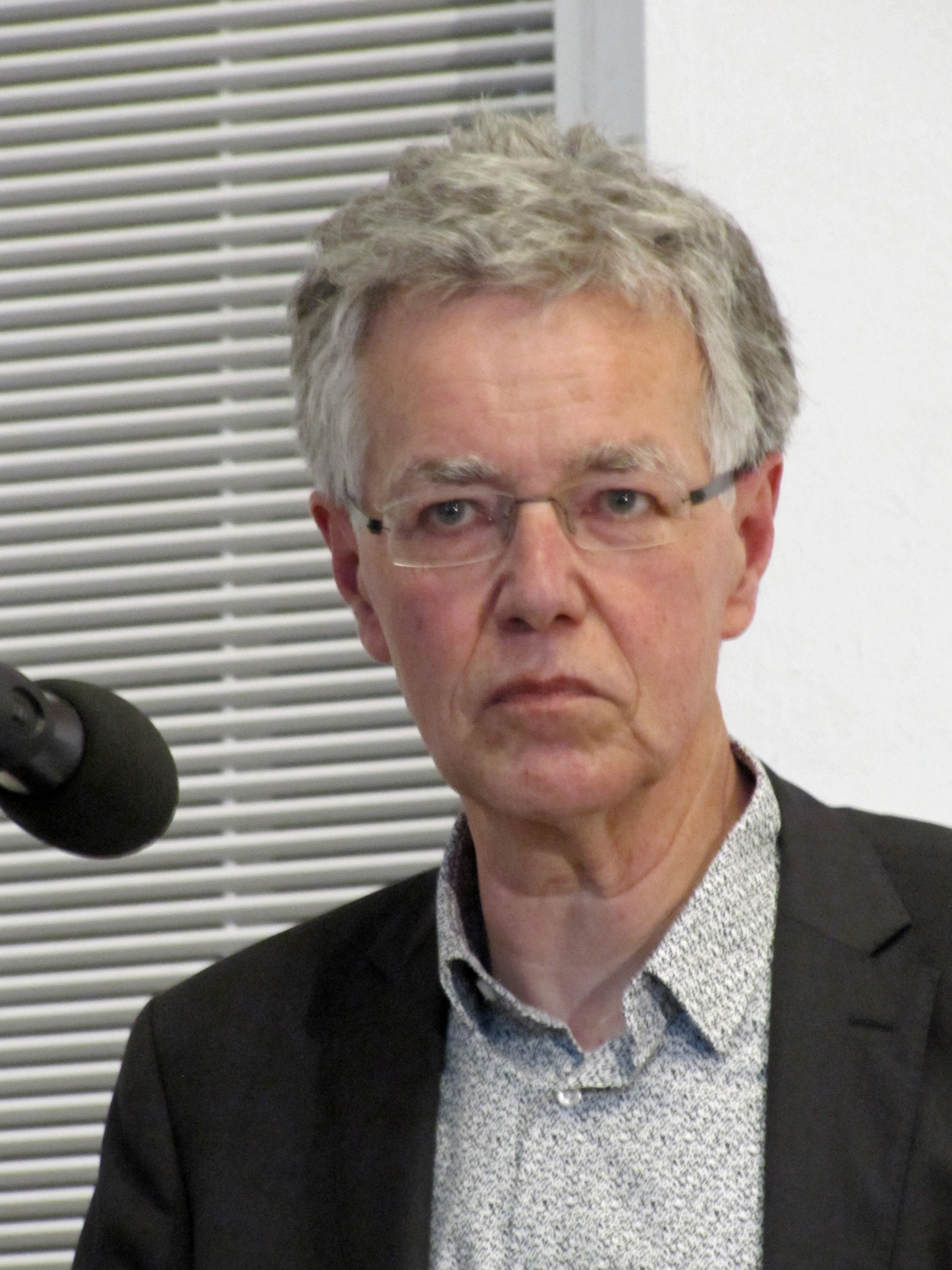
Martin Seel im November 2021 bei den 50. Römerberggesprächen im Chagall-Saal in Frankfurt am Main

Martin Seel (* 20. September 1954 in Ludwigshafen am Rhein) ist ein deutscher Philosoph und Hochschullehrer. Seit 2004 lehrt er an der Johann Wolfgang Goethe-Universität Frankfurt. Seel gilt als Vertreter der „dritten Generation“ der Frankfurter Schule. Bekannt wurde er seit 1998 auch durch journalistische Veröffentlichungen. Seit dem 1. Oktober 2020 ist er emeritiert.

## Leben
Germanistik, Philosophie und Geschichte studierte Seel in Marburg und Konstanz. 1984 promovierte er zum Doktor der Philosophie bei Albrecht Wellmer in Konstanz, wo 1990 auch seine Habilitation erfolgte. 
Jeweils als Professor für Philosophie lehrte er von 1992 bis 1995 an der Universität Hamburg und von 1995 bis 2004 an der Justus-Liebig-Universität Gießen. 2004 übernahm er eine Professur für Philosophie an der Universität Frankfurt. Seel ist seit 2007 Principal Investigator, also Gründungsmitglied des Exzellenzclusters „Die Herausbildung normativer Ordnungen“ („Normative Orders“) der Goethe-Universität. 
Er ist mit der Kommunikationswissenschaftlerin Angela Keppler verheiratet und hat einen Sohn. Seit dem 1. Oktober 2020 ist er emeritiert.

## Akademisches und journalistisches Philosophieren
Martin Seel veröffentlichte zur Ästhetik – insbesondere zur Ästhetik des Films –, zur praktischen sowie zur theoretischen Philosophie. Von 1998 bis 2001 schrieb er eine Kolumne in der Wochenzeitung Die Zeit, in der er sich mit aktuellen Zeitströmungen und Debatten in und außerhalb der Philosophie auseinandersetzte. Eine Auswahl dieser leicht zugänglichen Texte wurde 2001 unter dem Titel Vom Handwerk der Philosophie veröffentlicht. Günter Figal sprach dem Werk sprachlichen Schliff zu, sah diese Traktate jedoch eher als Spiel oder Spielerei, dies allerdings durchaus im positiven Sinne. Nach Eva Weber-Guskar hält sich Seels journalistisches Philosophieren, dessen „eleganten“ Stil sie lobt, eher an „der Oberfläche der Thesen“, die er vertritt: „Dialektische Schärfe steht hier nicht im Vordergrund.“ Seels Ideen seien zwar „der Sache nach zumeist weder besonders neu noch besonders aufregend begründet“; doch Leser könnten „sich diese Ideen von Seel gut in geschmeidigen Sätzen vorführen lassen, entlang von Ausschnitten aus philosophischen Theorien, aus deren Fundus er großzügig schöpft.“

## Werke
- Die Kunst der Entzweiung. Zum Begriff der ästhetischen Rationalität. Suhrkamp, Frankfurt am Main 1985.
- Eine Ästhetik der Natur. Suhrkamp, Frankfurt am Main 1991.
- Versuch über die Form des Glücks. Studien zur Ethik. Suhrkamp, Frankfurt am Main 1995.
- Ethisch-ästhetische Studien. Suhrkamp, Frankfurt am Main 1996.
- Ästhetik des Erscheinens. Hanser, München 2000, ISBN 3-446-19941-1.[5]
- Vom Handwerk der Philosophie. 44 Kolumnen. München 2001.[6]
- Sich bestimmen lassen. Studien zur theoretischen und praktischen Philosophie. Suhrkamp, Frankfurt am Main 2002.[7]
- Adornos Philosophie der Kontemplation. Suhrkamp, Frankfurt am Main 2004.
- Paradoxien der Erfüllung. S. Fischer, Frankfurt am Main 2006, ISBN 3-596-17230-6.
- Die Macht des Erscheinens. Suhrkamp, Frankfurt am Main 2007, ISBN 978-3-518-29467-3.
- Theorien S. Fischer, Frankfurt am Main 2009, ISBN 978-3-10-071010-9.
- 111 Tugenden, 111 Laster. Eine philosophische Revue. S. Fischer, Frankfurt am Main 2011, ISBN 978-3-10-071011-6.
- Die Künste des Kinos. S. Fischer, Frankfurt am Main 2013, ISBN 978-3-10-071012-3.
- Aktive Passivität. Über den Spielraum des Denkens, Handelns und anderer Künste. S. Fischer, Frankfurt am Main 2014, ISBN 978-3-10-000138-2.
- „Hollywood“ ignorieren. Vom Kino. Fischer, Frankfurt am Main 2017, ISBN 978-3-10-397224-5.
- Nichtrechthabenwollen. Gedankenspiele. Fischer, Frankfurt am Main 2018, ISBN 978-3-10-397223-8.
- Spiele der Sprache. Fischer, Frankfurt am Main 2023, ISBN 978-3-10-397331-0.
- „Unbegrenzte Bestimmbarkeit“ und ihre Grenzen. Friedrich Schillers waghalsige Anthropologie. AQUINarte, Kassel 2025, ISBN 978-3-933332-90-5.